# باب المعصرة (يريم)

تعديل مصدري - تعديل

باب المعصرة محلة تابعة لقرية سنفان، التابعة لعزلة رعين بمديرية يريم إحدى مديريات محافظة إب في الجمهورية اليمنية، بلغ تعداد سكانها 207 حسب تعداد اليمن لعام 2004.